# 劉胤之
劉 胤之（りゅう いんし、生没年不詳）は、唐の政治家・文人。本貫は徐州彭城県。

## 経歴
若くして学問を志し、孫万寿や李百薬と交友した。武徳年間、杜淹の推薦で信都県令となり、善政で知られた。永徽初年、著作郎・弘文館学士として、令狐徳棻や陽仁卿らとともに国史と実録の編纂にあたった。功労により陽城県男に封じられた。楚州刺史に終わった。
甥の劉延祐がまた知られた。

## 伝記資料
- 『旧唐書』巻190 列伝第140上 文苑上
- 『新唐書』巻201 列伝第126 文芸上